# Coppa del Re 2024 (pallacanestro maschile)
La Coppa del Re 2024 è l'88ª Coppa del Re di pallacanestro maschile.

## Squadre
Le squadre qualificate sono le prime otto classificate al termine del girone di andata della Liga ACB 2023-2024. 
1. Real Madrid
2. Unicaja Málaga
3. Barcelona
4. Gran Canaria

1. UCAM Murcia
2. Valencia Basket
3. Lenovo Tenerife
4. Baxi Manresa

## Tabellone
|  | Quarti di finale  | Quarti di finale  | Quarti di finale  |                   |             | Semifinale  | Semifinale | Semifinale |  |  | Finale | Finale | Finale |  |
|  |                   |                   |                   |                   |             |             |            |            |  |  |        |        |        |  |
|  | Real Madrid       | Real Madrid       | 84                |                   |             |             |            |            |  |  |        |        |        |  |
|  | Real Madrid       | Real Madrid       | 84                |                   |             |             |            |            |  |  |        |        |        |  |
|  | Murcia            | Murcia            | 79                |                   |             |             |            |            |  |  |        |        |        |  |
|  | Murcia            | Murcia            | 79                |                   | Real Madrid | Real Madrid | 95         |            |  |  |        |        |        |  |
|  |                   |                   |                   |                   | Real Madrid | Real Madrid | 95         |            |  |  |        |        |        |  |
|  |                   |                   | Valencia          | Valencia          | 76          |             |            |            |  |  |        |        |        |  |
|  | Gran Canaria      | Gran Canaria      | Valencia          | Valencia          | 76          | 81          |            |            |  |  |        |        |        |  |
|  | Gran Canaria      | Gran Canaria      |                   |                   |             |             |            |            |  |  |        |        |        |  |
|  | Valencia          | Valencia          | 89                |                   |             |             |            |            |  |  |        |        |        |  |
|  | Valencia          | Valencia          | 89                |                   | Real Madrid | Real Madrid | 96         |            |  |  |        |        |        |  |
|  |                   |                   |                   |                   |             |             |            |            |  |  |        |        |        |  |
|  |                   |                   | Barcellona        | Barcellona        | 85          |             |            |            |  |  |        |        |        |  |
|  | Barcellona        | Barcellona        | Barcellona        | Barcellona        | 85          | 102         |            |            |  |  |        |        |        |  |
|  | Barcellona        | Barcellona        |                   |                   |             |             |            |            |  |  |        |        |        |  |
|  | Manresa           | Manresa           | 91                |                   |             |             |            |            |  |  |        |        |        |  |
|  | Manresa           | Manresa           | 91                |                   | Barcellona  | Barcellona  | 108        |            |  |  |        |        |        |  |
|  |                   |                   |                   |                   | Barcellona  | Barcellona  | 108        |            |  |  |        |        |        |  |
|  |                   |                   | Canarias Tenerife | Canarias Tenerife | 76          |             |            |            |  |  |        |        |        |  |
|  | Málaga            | Málaga            | Canarias Tenerife | Canarias Tenerife | 76          | 83          |            |            |  |  |        |        |        |  |
|  | Málaga            | Málaga            |                   |                   |             |             |            |            |  |  |        |        |        |  |
|  | Canarias Tenerife | Canarias Tenerife | 91                |                   |             |             |            |            |  |  |        |        |        |  |

## Quarti di finale
| Arbitri: | Emilio Pérez Pizarro Benjamín Jiménez Alfonso Olivares |

|             |            |                        |
| Campazzo 16 | Punti      | 17 Ennis               |
| Campazzo 4  | Assist     | 4 Caupain              |
| Hezonja 7   | Rimbalzi   | 5 Sant-Roos, Todorović |
| Chus Mateo  | Allenatori | Sito Alonso            |

| Arbitri: | Miguel Ángel Pérez Pérez Luis Miguel Castillo Sergio Manuel |

|               |            |             |
| Landesberg 25 | Punti      | 17 Davies   |
| Brussino 5    | Assist     | 7 Inglis    |
| Lammers 8     | Rimbalzi   | 12 Inglis   |
| Jaka Lakovič  | Allenatori | Álex Mumbrú |

| Arbitri: | Juan Carlos García González Fernando Calatrava Carlos Cortés |

|                |            |                |
| Parker 19      | Punti      | 17 B. Taylor   |
| Laprovíttola 8 | Assist     | 6 B. Taylor    |
| Hernangómez 10 | Rimbalzi   | 7 Vaulet       |
| Roger Grimau   | Allenatori | Pedro Martínez |

| Arbitri: | Antonio Conde Rafael Serrano Arnau Padrós |

|                   |            |                |
| Osetkowski 16     | Punti      | 25 Doornekamp  |
| Díaz, K. Taylor 4 | Assist     | 7 Guy          |
| Kravish 8         | Rimbalzi   | 9 Cook         |
| Ibon Navarro      | Allenatori | Txus Vidorreta |

## Semifinali
| Arbitri: | Carlos Peruga Carlos Cortés Luis Miguel Castillo |

|                    |            |             |
| Musa 18            | Punti      | 18 Davies   |
| Campazzo 9         | Assist     | 4 Jones     |
| Poirier, Tavares 8 | Rimbalzi   | 9 Inglis    |
| Chus Mateo         | Allenatori | Álex Mumbrú |

| Arbitri: | Juan Carlos García González Emilio Pérez Pizarro Alfonso Olivares |

|                |            |                    |
| Hernangómez 15 | Punti      | 16 Abromaitis      |
| Satoranský 7   | Assist     | 4 Huertas          |
| Hernangómez 7  | Rimbalzi   | 4 Diop, Shermadini |
| Roger Grimau   | Allenatori | Txus Vidorreta     |

## Finale
| Arbitri: | Antonio Conde Rafael Serrano Arnau Padrós |

| |            | |
| Campazzo 18 | Punti      | 19 Parker |
| Campazzo 6 | Assist     | 4 Laprovíttola |
| Yabusele 9 | Rimbalzi   | 8 Hernangómez |
| 7 Campazzo• 14 Deck• 22 Tavares• 28 Yabusele• 31 Musa 1 Causeur• 5 Fernández• 6 Abalde• 11 Hezonja• 13 Rodríguez• 17 Poirier• 23 Llull | Formazioni | 1 da Silva• 6 Veselý• 10 Kalinić• 13 Satoranský• 22 Parker 8 Brizuela• 14 Hernangómez• 20 Laprovíttola• 21 Abrines• 23 Nnaji• 31 Jokubaitis• 44 Parra |
| Chus Mateo | Allenatori | Roger Grimau |